# THE NEWSα Pick
『THE NEWSα Pick・あすの天気』（ザ ニュースアルファ ピック・あすのてんき）は、フジテレビ系列で生放送されていたスポットニュース番組。
本番組の終了後、フジテレビ制作としての夜のスポットニュース番組は放送されていない（後述）。

## 概要
2017年10月1日まで放送された、『ユアタイム クイック』（『ユアタイム』の姉妹番組）の後継番組および『THE NEWSα』の姉妹番組として放送開始した。なお、一部のネット局では前番組同様に独自のタイトルに改題を行ったり、当番組をネットせずにローカルニュースを放送している局があり、中には前々番組の『こんやのニュース』のタイトルに差し替えて放送している局もある。
サイドスーパーも『THE NEWSα』同様縦書きだが、使用書体が『THE NEWSα』の放送が無い土日・年末年始は平成角ゴシックではなく、他のフジテレビの報道番組と同様にモリサワのUD新ゴNTになる。
フジテレビではこれまでの番組同様、オープニング及びエンディングに、スポンサー企業のキャッチフレーズ・社名のナレーション・ロゴCG、ある場合はサウンドロゴがCM代わりに流れており、一般的な形式のCMは放送され無かった。ただし稀にスポンサーが無い場合があり、この場合はテーマ曲とお天気カメラの映像のみが流れている。
当番組ではその時間までの最新ニュースと、その日の『THE NEWSα』の予告編を放送している。『THE NEWSα』の放送が無い土曜日・日曜日についても当番組は放送されており、『THE NEWSα』の番組予告は行わずに最新ニュースのみが放送される。
しかし、2018年3月31日をもって本番組は終了、50年間続いたフジテレビの夜のスポットニュース枠も廃枠となり、また1963年10月開始の『一刀両断』以来、55年間続いていた、帯バラエティ『（クレージーの）待ッテマシタ!』やスポットニュース等を輩出したフジテレビの月 - 木・土曜日20:54 - 21:00枠・金曜日21:49 - 21:55枠のミニ枠としても廃止され、『ニチファミ!』ではスポットニュース挿入が無くなった。尚、最終回となる2018年3月31日放送分は『めちゃ×2イケてるッ!』の最終回SP（18:30 - 23:40）に内包して放送の為、単独番組ではその前日となる同年3月30日放送分が最後だった。スポットニュースからの撤退は在京キー局では3局目となった。
しかしながら、2025年1月に男性タレントによる女性トラブルに関して、フジテレビの社員が関与していたという疑惑が報じられたことを受けて、平日22時台に放送されているミニ番組の月・火曜日分の放送が差し止めとなったため、2025年1月28日より代替番組として『Live News＆天気』が急遽放送される事となり、当番組以来、約6年10ヶ月振りにフジテレビの夜のスポットニュースの放送が復活した。
ミニ枠が廃止されたことで、月曜 - 木曜20時台に放送の番組群、金曜 19:57 - 21:55 に放送の『金曜プレミアム』、そして土曜20時台に放送の番組はいずれも6分拡大となるが（ネット局の一部を除く。）、左記番組群との間にCMを挿まないステーションブレイクレス編成とはならず、20:58:55（月曜 - 木曜放送分と土曜放送分）ないしは21:53:55（金曜放送分と日曜放送分）から直後の番組へのジャンクションを、そして1分間のステーションブレイクを入れての接続となった（曜日によっては、ステブレレスになる場合にもある。）。

## 出演者
いずれも出演時点でフジテレビアナウンサー。
- 椿原慶子（月 - 木曜日） - 『THE NEWSα』、日曜日の『Mr.サンデー』（フジテレビ・関西テレビ共同制作）を兼務。
- 松村未央（金 - 日曜日） - 土曜日未明の「金曜版」の『THE NEWSα』、日曜日の『スポーツLIFE HERO'S』（未明の「土曜版」・深夜の「日曜版」ともに）のニュースコーナーを兼務。
  - 日によって（月 - 金曜日）は安宅晃樹等が担当する場合もある。
  - 2017年末は福井慶仁（『FNNニュース&スポーツ』と兼務）、内野泰輔（夜の『FNNニュース』と兼務）等が代行した。2018年初は放送を休止した。また大村晟、新美有加、堤礼実等が代行したこともあった。

## 放送時間
- 月 - 木曜・土曜 20:54 - 21:00
- 金曜 21:49 - 21:55
- 日曜 『ニチファミ!』に中断ニュースとして内包。

### 変則的な時刻に放送・休止等
- FNS歌謡祭等がある日は「第1夜」のみ休止・返上となり、｢第2夜」は番組内に3分挿入して放送される。
- それ以外にもスポーツ等の編成等の都合上等で繰り下げや時間変更等が多々あり。
- 年末年始は2017年度の場合12月21日より1月5日まで対応されていた。このうち1月1日～3日は新春の特番等の構成等・都合上等のより休止となった。それ以外は19:00からの特番内に挿入されて放送された日（12月21日～24日、12月26日～31日、1月4日）、定時に放送の日（12月25日）、21:54 - 22:00に繰り下げの日（1月5日）等となっていた。

## 系列局での放送状況
※表内の「ネット」とはニュース部分を放送（ネット）していたことを指す。○は原則全曜日ネット、△は週末など定期的な曜日のみネット、×は原則的にネットせず、ローカルニュースを放送する系列局を指している。ただし、長時間特番時の中断ニュースや年末年始等の特別編成時、重大ニュース等の緊急時等には臨時にネットされたり、逆にネット局でも緊急等にローカルニュース等を放送することもある。
| 放送対象地域   | 放送局                    | 系列                                         | 番組名                                                        | ネット | 備考・脚注                                                                            |
| -------------- | ------------------------- | -------------------------------------------- | ------------------------------------------------------------- | ------ | ------------------------------------------------------------------------------------- |
| 関東広域圏     | フジテレビ（CX）          | フジテレビ系列                               | THE NEWSα Pick                                                | ○      | 【制作局】                                                                            |
| 北海道         | 北海道文化放送（uhb）     | フジテレビ系列                               | uhb NEWS                                                      | ×      | -                                                                                     |
| 岩手県         | 岩手めんこいテレビ（mit） | フジテレビ系列                               | THE NEWSα Pick                                                | ○      | -                                                                                     |
| 宮城県         | 仙台放送（OX）            | フジテレビ系列                               | FNN仙台放送NEWS                                               | △      | -                                                                                     |
| 秋田県         | 秋田テレビ（AKT）         | フジテレビ系列                               | AKT THE NEWSα Pick（月曜 - 土曜） THE NEWSα Pick（日曜）      | △      | -                                                                                     |
| 山形県         | さくらんぼテレビ（SAY）   | フジテレビ系列                               | さくらんぼテレビ THE NEWSα Pick                               | ○      | -                                                                                     |
| 福島県         | 福島テレビ（FTV）         | フジテレビ系列                               | FTV THE NEWSα Pick                                            | △      | -                                                                                     |
| 新潟県         | 新潟総合テレビ（NST）     | フジテレビ系列                               | NSTこんやのニュース                                           | ×      | -                                                                                     |
| 長野県         | 長野放送（NBS）           | フジテレビ系列                               | NBSニュース&天気                                              | △      | -                                                                                     |
| 静岡県         | テレビ静岡（SUT）         | フジテレビ系列                               | FNNテレビ静岡ニュース                                         | △      | -                                                                                     |
| 富山県         | 富山テレビ（BBT）         | フジテレビ系列                               | BBTニュースフラッシュ                                         | △      | -                                                                                     |
| 石川県         | 石川テレビ（ITC）         | フジテレビ系列                               | 石川さん こんやのニュース                                     | ×      | -                                                                                     |
| 福井県         | 福井テレビ（FTB）         | フジテレビ系列                               | 福井新聞ニュース（月曜 - 土曜） FNN福井テレビニュース（日曜） | ×      | -                                                                                     |
| 中京広域圏     | 東海テレビ（THK）         | フジテレビ系列                               | FNN東海テレニュース                                           | ○      | -                                                                                     |
| 近畿広域圏     | 関西テレビ（KTV）         | フジテレビ系列                               | カンテレ THE NEWSα Pick                                       | ○      | -                                                                                     |
| 島根県・鳥取県 | 山陰中央テレビ（TSK）     | フジテレビ系列                               | TSK THE NEWSα Pick                                            | △      | 月曜日は放送なし。                                                                    |
| 岡山県・香川県 | 岡山放送（OHK）           | フジテレビ系列                               | THE NEWSα Pick                                                | ○      | -                                                                                     |
| 広島県         | テレビ新広島（TSS）       | フジテレビ系列                               | tss THE NEWSα Pick                                            | ○      | -                                                                                     |
| 愛媛県         | テレビ愛媛（EBC）         | フジテレビ系列                               | テレビ愛媛 THE NEWSα Pick                                     | ○      | -                                                                                     |
| 高知県         | 高知さんさんテレビ（KSS） | フジテレビ系列                               | SUNSUN THE NEWSα Pick                                         | ○      | -                                                                                     |
| 福岡県         | テレビ西日本（TNC）       | フジテレビ系列                               | FNN TNC NEWS                                                  | ○      | -                                                                                     |
| 佐賀県         | サガテレビ（STS）         | フジテレビ系列                               | FNN SAGATVニュース                                            | ×      | -                                                                                     |
| 長崎県         | テレビ長崎（KTN）         | フジテレビ系列                               | KTNニュース                                                   | ×      | -                                                                                     |
| 熊本県         | テレビ熊本（TKU）         | フジテレビ系列                               | TKUニュース                                                   | △      | -                                                                                     |
| 大分県         | テレビ大分（TOS）         | 日本テレビ系列 フジテレビ系列                | TOSニュース                                                   | ×      | -                                                                                     |
| 宮崎県         | テレビ宮崎（UMK）         | フジテレビ系列 日本テレビ系列 テレビ朝日系列 | UMK NEWS                                                      | △      | 『THE NEWSα』が非ネットであるため、同番組の告知は同局の番組宣伝に差し替えられていた。 |
| 鹿児島県       | 鹿児島テレビ（KTS）       | フジテレビ系列                               | FNN KTSニュース                                               | ○      | -                                                                                     |
| 沖縄県         | 沖縄テレビ（OTV）         | フジテレビ系列                               | FNN OTVニュース                                               | ×      | -                                                                                     |

## 関連番組
- FNNレインボー発
- THE NEWSα
- ユアタイム クイック